# Бомбардовање Токија 9. марта
Бомбардовање Токија је неселективно, ноћно бомбардовање Токија запаљивим касетним бомбама које су спровеле Оружане снаге САД у ноћи између 9. и 10. марта 1945. године. Током ове ноћи амерички бомбардери су у току пар сати побили око 100.000 становника, а уништено је око 266.000 кућа. Сматра се да је ово напад који је проузроковао највише жртава у једном дану у историји човечанства.